# Harry Furniss

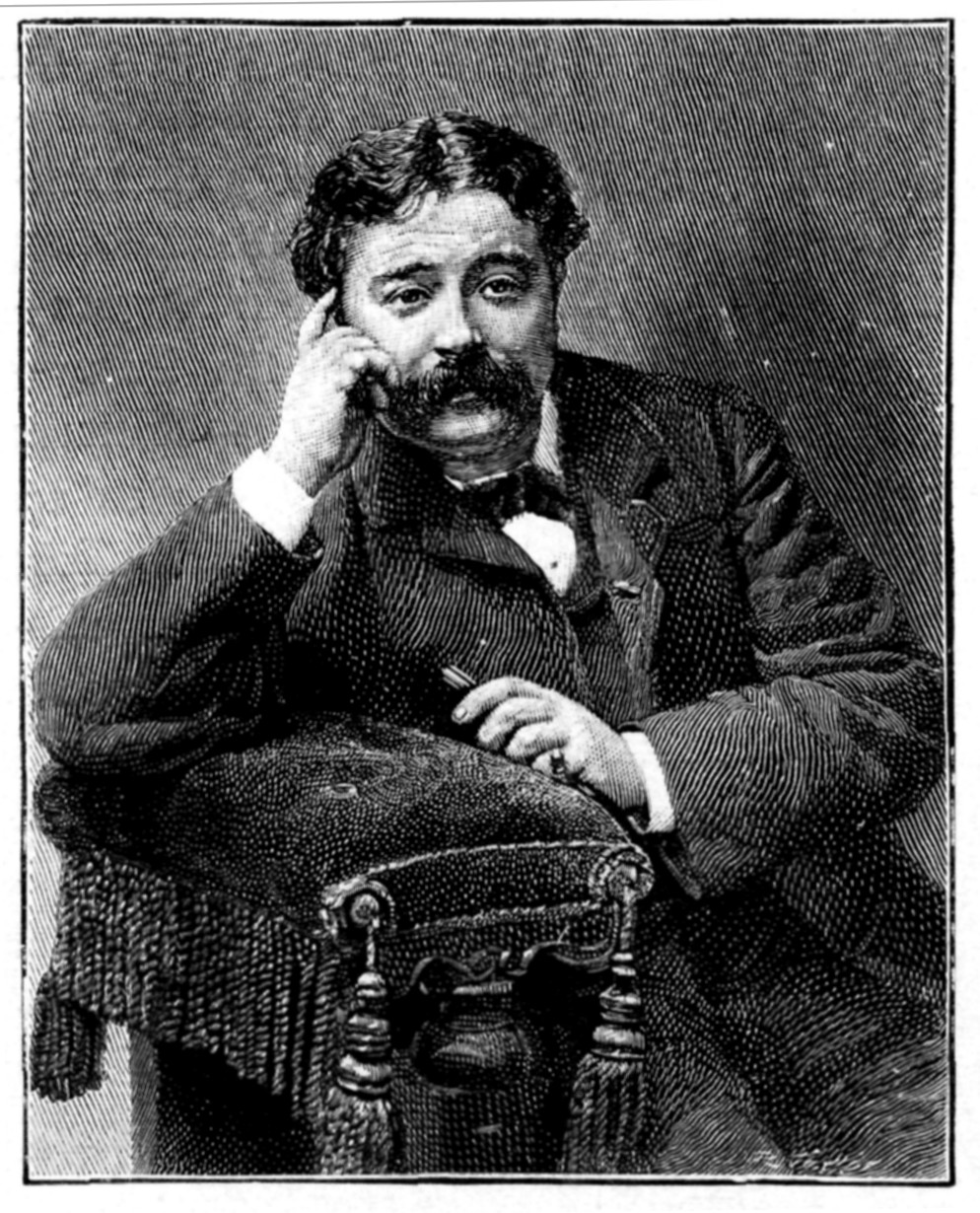
Harry Furniss (1880)

Henry (Harry) Furniss (* 26. März 1854 in Wexford, Irland; † 14. Januar 1925 in Hastings, England) war ein britisch-irischer Künstler, Karikaturist, Illustrator und Autor.

## Leben

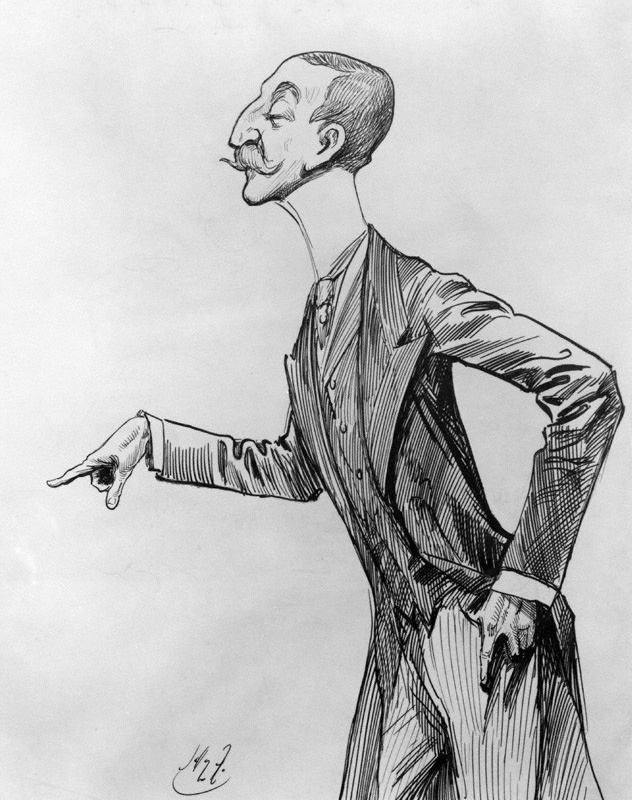
Karikatur von Lewis Vernon Harcourt, 1. Viscount Harcourt

Furniss wurde als Sohn der schottischen Miniaturenmalerin Isabella Mackenzie und eines britischen Ingenieurs im irischen Wexford geboren und besuchte das Wesley College in Dublin.
1873 ließ er sich als Karikaturist und Illustrator in London nieder. Seine erste feste Anstellung fand er 1876 als Illustrator für die Illustrated Sporting and Dramatic News und wechselte nach dem Aufkauf durch den Herausgeber der The Illustrated London News zu diesem Magazin, für das er bis 1884 Illustrationen zu gesellschaftlichen Veranstaltungen fertigte, wie etwa das Boat Race, das Goodwood-Pferderennen bei Chichester und den jährlichen Maskenball des Brookwood Hospital in Woking. Zudem berichtete er als Sonderkorrespondent über zeitgenössische Begebenheiten, wie über den Scheidungsprozess von Lady Colin Campbell, den längsten in der britischen Gerichtsgeschichte. 1877 heiratete er Marian Rogers († 1937). Das Paar hatte mehrere Kinder, von denen Tochter Dorothy (1879–1944) ebenfalls Künstlerin wurde.

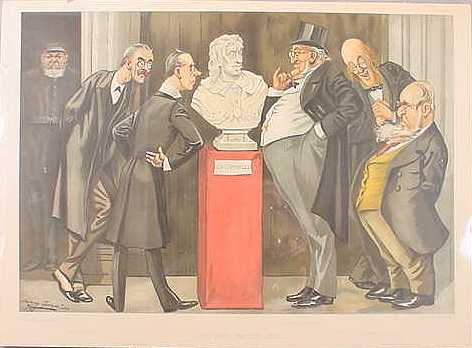
A Committee of Taste. The Lord Protect Us! für Vanity Fair, 1. Dezember 1898

1880 publizierte das Punch-Magazin die erste seiner parodistischen Zeichnungen, der bis 1894 etwa 2600 Stück folgten, darunter die Serie The Essence of Parliament mit Karikaturen der führenden Whig- und Tory-Politiker seiner Zeit. Daneben zeichnete er für weitere Magazine, wie Black & White und Vanity Fair und illustrierte immer wieder Geschichten und Bücher von Autoren wie etwa Lewis Carroll.
1894 gab er sein eigenes Magazin Lika Joka heraus. Nach dessen Scheitern arbeitete er von 1912 bis 1913 in den USA in der aufstrebenden Filmindustrie als Schauspieler und Autor und realisierte 1914 den ersten animierten Trickfilm für Thomas Alva Edison. 1910 erschienen seine über 500 Illustrationen zur achtzehnbändigen The Charles Dickens Library und 1911 zu Werken von William Makepeace Thackeray. Daneben war er selbst als Autor von Fachbüchern und autobiographischen Werken tätig, wie etwa Confessions of a Caricaturist.
Von 1904 bis zu seinem Tod 1925 lebte er in High Wickham No.8 (die heutige No.12) in der Old Town von Hastings und unterhielt ein Atelier im East Cliff House.

## Werke (Auswahl)
als Autor und Illustrator
- Confessions of a Caricaturist, Autobiographie, 1902
- Harry Furniss At Home, 1904
- Our Lady Cinema, 1914[6]
- Some Victorian Women: Good, Bad and Indifferent, 1923
- Some Victorian Men, 1924

als Illustrator

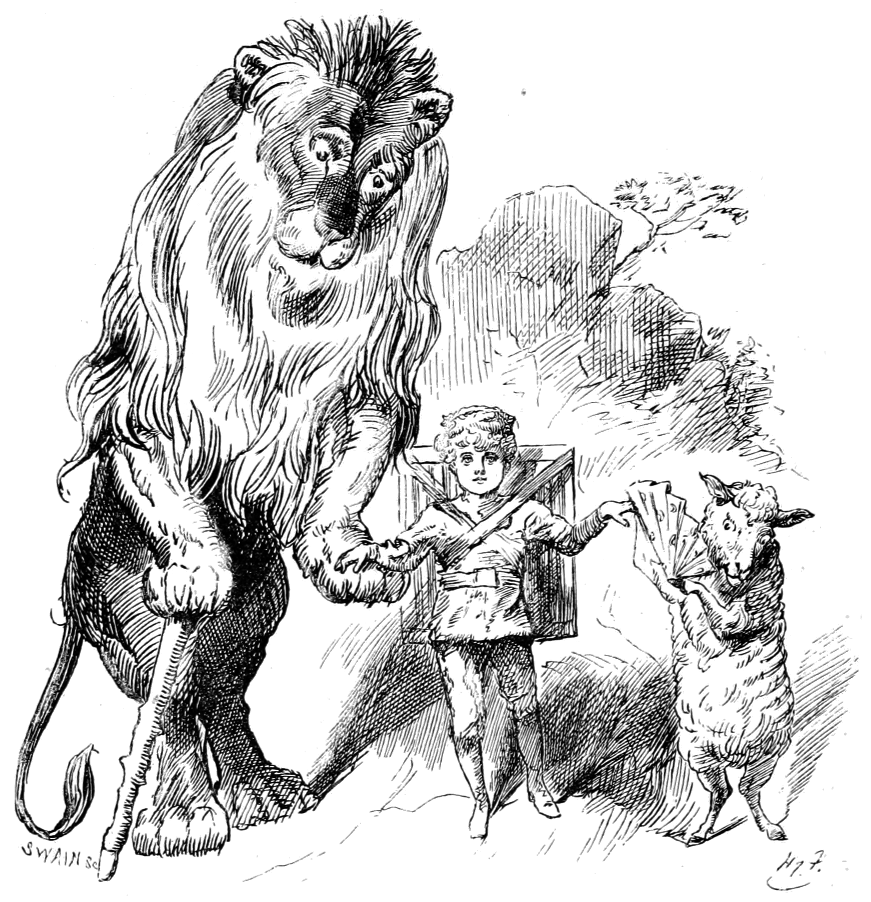
Illustration zu Sylvie and Bruno

- Romps, Verse von Horace Lennard, 1885
- Sylvie und Bruno (englische Originaltitel: Sylvie and Bruno und Sylvie and Bruno Concluded) von Lewis Carroll; die Erstausgaben erschienen 1889 und 1893 bei Macmillan Publishers
- Brayhard, The Adventures of One Ass and Seven Champions, 1890
- The Wallypug of Why von G. E. Farrow, 1895
- Gamble Gold von Judge Edward Abbott Parry, 1907
- Charles Dickens Library von Charles Dickens, 1910
- Ausgabe der Werke von William Makepeace Thackeray, 1911